# Portal.fo
portal.fo ist eine Website des staatlichen Unternehmens Føroya Tele (färöische Telekom) und in Kooperation mit der Tageszeitung Sosialurin das größte Nachrichtenportal der Färöer.
Neben der Funktion als Nachrichtenportal stellt portal.fo noch das Telefonbuch der Färöer zur Onlinerecherche, Webcams von verschiedenen Orten auf den Färöern, den Live-Stream des Radiosenders Útvarp Føroya, Veranstaltungshinweise, Stellenangebote, und so weiter zur Verfügung.
Zu der Website gehören auch die Domains olivant.fo (Internet-Provider), sportal.fo (Sportnachrichten), nummar.fo (Telefonbuch), pop.fo (Popmusiknachrichten) und tele.fo (färöische Telekom). Zusammen sind diese Domains die mit Abstand am häufigsten aufgerufenen FO-TLDs.
Die Sprache der Website ist ausschließlich Färöisch.